# Westerngrund
Westerngrund es un municipio alemán, ubicado en el distrito de Aschaffenburg, en la región administrativa de Baja Franconia, en el Estado federado de Baviera. Asimismo, forma parte de la comunidad administrativa (Verwaltungsgemeinschaft) de Schöllkrippen, cuya sede es Schöllkrippen. Existen los siguientes distritos: Alto Occidental, Bajo occidental, Huckelheim.